# Al-Manshiyya (Acre)
Al-Manshiyya (arabe : المنشية) est un ancien village de Palestine mandataire, situé alors à 2 km au nord-est d’Acre, dépeuplé et en grande partie détruit pendant la guerre israélo-arabe de 1948.

## Histoire

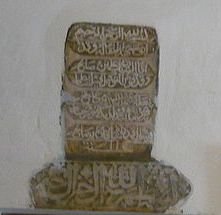
Inscription au-dessus de l'entrée du tombeau d'Abu Atabi

Cinq tombes ont été fouillées sur le site d'al-Manshiyya en 1955–156; la plus ancienne datait du XIIIe siècle avant notre ère.
Selon l'histoire rapportée par les villageois d'Al-Manshiyya, le village aurait été établi à la suite des croisades, les habitants originels étant amenés d'une zone d'Afrique du Nord par les mamelouks pour peupler la région. Mais si c'est le cas, le village a dû disparaître ensuite, car il n'est pas mentionné dans les recensements fiscaux du XVIe siècle.
Le texte de construction du monument funéraire d'Abu Atabi date de l'an 1140 de l'Hégire (1727–28). C'est probablement à lui que Richard Pococke se réfère lorsqu'il passe dans la zone en 1738 : « Sur la partie la plus élevée se trouvent les ruines d'une forte tour carrée et près d'elle, se trouve une mosquée, une tour et d'autres grands bâtiments ; l'endroit est appelé Abouotidy du nom d'un cheikh qui y est enterré, ».
En 1760, Mariti appela l'endroit Bahattbe : « situé sur une petite hauteur, [il] contient les ruines d'un ancien temple utilisé comme lieu de vénération à la fois par les Turcs et les Chrétiens, mais à différentes périodes. Quelques pas plus loin, il y a une mosquée, remarquable à cause de son cimetière, où sont enterrés un nombre prodigieux d'infidèles qui sont morts sous les murs d'Acre , ».
Une carte de 1799, dessinée par le géographe français Pierre Jacotin, dans le cadre de la campagne d'Égypte, montre l'endroit comme « une ruine inhabitée, ».
En 1875, en revanche, lorsque le voyageur Guérin visite l'endroit, il y observe un village « nouvellement fondé, ». En 1881, le Survey of Western Palestine du Palestine Exploration Fund décrit le village d'Al-Manshiyya comme situé dans une plaine, entouré de terres arables, avec des maisons de pierre et d'adobe, et peuplé d'environ 150 personnes,. Un recensement de 1887 environ fait état pour Kiryet el Menshiyeh de près de 400 habitants, tous musulmans.

## La période du mandat britannique en Palestine
Dans le recensement de 1922 de la Palestine organisé par les autorités britanniques, Al Manshiyeh est indiqué avec une population de 371 personnes (188 hommes et 183 femmes), de religion musulmane ; la population passe à 460 habitants (233 hommes, 227 femmes) dans le recensement de 1931, tous musulmans, et répartis dans 132 maisons.
Les statistiques de 1945 donnent au village d'Al-Manshiyya 810 habitants musulmans et 270 habitants juifs, occupant au total 14 886 dounams (soit 14,8 km2) de terres : 12,382 km2 sur lesquelles les habitants arabes paient des impôts, 1,895 km2 les habitants juifs, 160 dounams étant publics, 140 relevant d'autres personnes, 309 étant constitués de lacs, rivières et routes. L'économie y était basée sur l'agriculture. En 1944-1945,
253 dounams étaient utilisés pour la culture des citrons, 12 616 dounams étaient consacrés aux céréales, 621 dounams étaient irrigués ou servaient à des vergers,, ; 27 dounams étaient occupés par des bâtiments et des maisons.

## La guerre de 1948 et ses suites

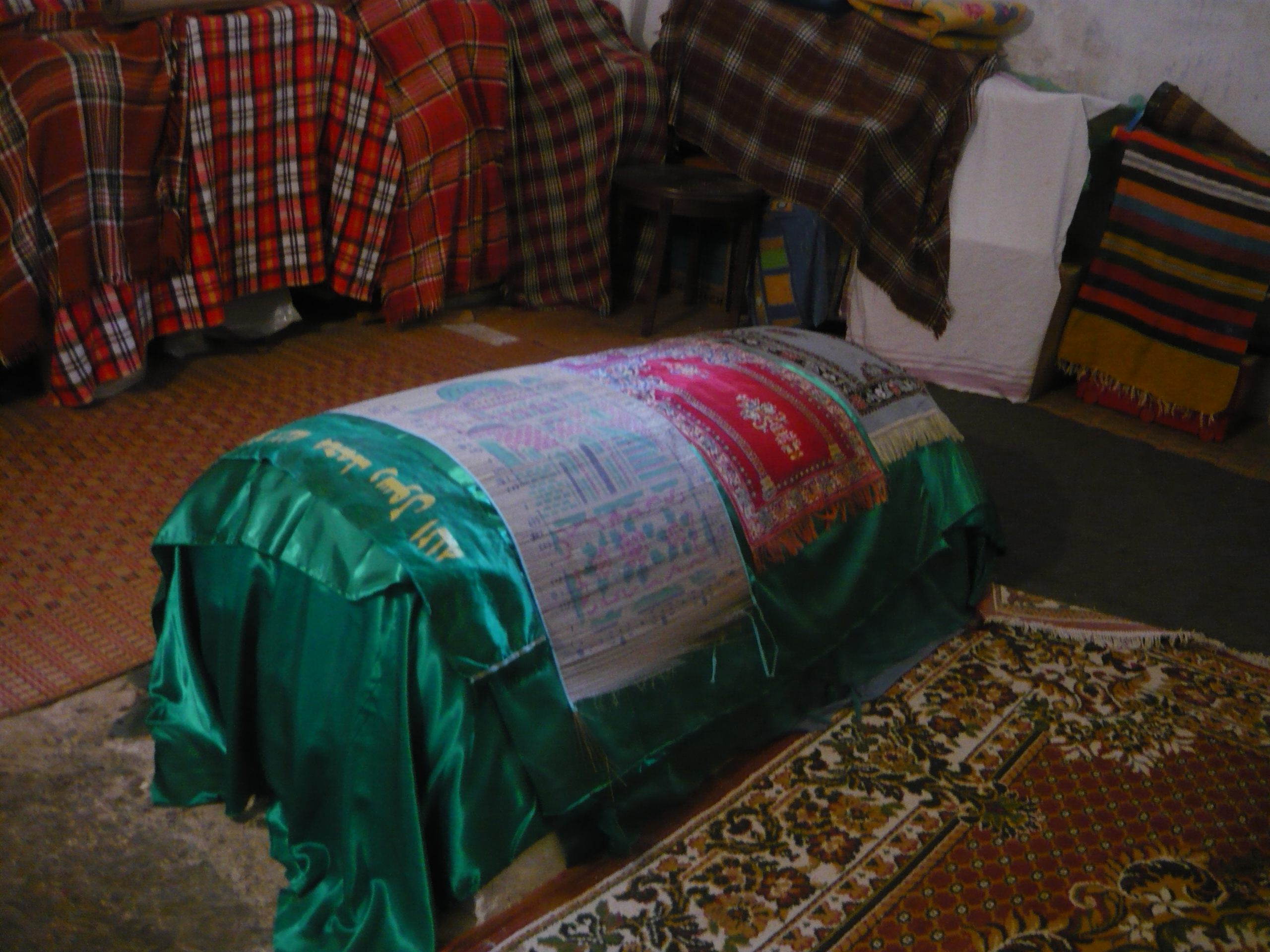
Tombeau d'Abu Atabi

Les villageois, qui étaient des fermiers, vivaient en paix ; ils avaient des interactions importantes avec des établissements juifs alentour. Mais les combats à Acre et plus tard le massacre de Deir Yassin les effrayèrent. Le village fut entraîné dans la guerre israélo-arabe de 1948 le 6 février 1948, jour où il fut attaqué par un groupe de juifs armés d'armes automatiques et de fusils Sten ; les attaquants furent repoussés,.
Manshiyya fut pris par les troupes israéliennes le 14 mai 1948 durant l'opération Ben-Ami. Un villageois se rappelait que l'attaque à l'aube vient de la colline surmontant le village. Les villageois, « avec les balles sifflant au-dessus de leurs têtes » coururent vers l'est « parce que tous les autres côtés étaient encerclés ». Quand ils revinrent pour s'occuper des morts, ils découvrirent que le village était bourré de mines. Un villageois se souvenait que son père était retourné à Al-Manshiyya environ 10 jours après l'attaque et le trouva rasé. Le 16 juin 1948, David Ben Gourion mentionna Manshiyya comme étant l'un des villages qu'Israël avait détruit.
Après la guerre, la zone fut incorporée dans le nouvel État d'Israël. Deux nouveaux villages, Shomrat (en) et Bustan HaGalil (en), furent établis en 1948 sur les terres du village, au nord de l'ancien site. Celui-ci fait maintenant partie de la ville d'Acre.
L'historien palestinien Walid Khalidi ainsi décrit les structures restant sur les terres du village en 1992 : « Le monument funéraire de Baha'i, la mosquée, l'école islamique pour les orphelins et quelques maisons sont encore debout ; le reste du village a disparu. Le monument funéraire est un élégant édifice à dôme, son mur antérieur et son entrée en arc sont encadrés d'importants piliers de pierre. La mosquée, une structure de pierre avec un dôme et des plafonds en voute, a été transformée en une maison privée pour une famille juive. L'ancienne école islamique pour orphelins est aussi habitée. Le cimetière est encore visible, mais pas entretenu ; il contient une pierre tombale avec des inscriptions en turc et date du XVIIIe siècle. Le canal d'eau al-Basha, construit en blocs de pierre, existe encore, mais ne fonctionne plus ; il en est de même pour l'aqueduc. »
Andrew Petersen, un archéologue spécialisé dans l'architecture islamique a visité al-Manshiyya en 1994. Il trouva lui aussi que la mosquée et le monument d'Abu Atabi étaient encore debout, bien que transformés en un complexe résidentiel depuis 1948. La salle de prière était devenue le living-room. Une inscription en deux parties se trouvait au-dessus de la porte conduisant à la chambre en dôme contenant la tombe. La date de 1140 de l'Hégire (1727–1728) était encore visible sur la partie supérieure, tandis que la partie inférieure, couverte d'une écriture ornementale plus grande, était peut-être moins tardive, et pouvait dater du sultanat mamelouk au Caire. Dans la région, Abu Atabi est présenté comme un guerrier musulman du temps des croisades, tué pendant le siège d'Acre.